# Cross-country na Zimowych Światowych Wojskowych Igrzyskach Sportowych 2017 – bieg drużynowo kobiet

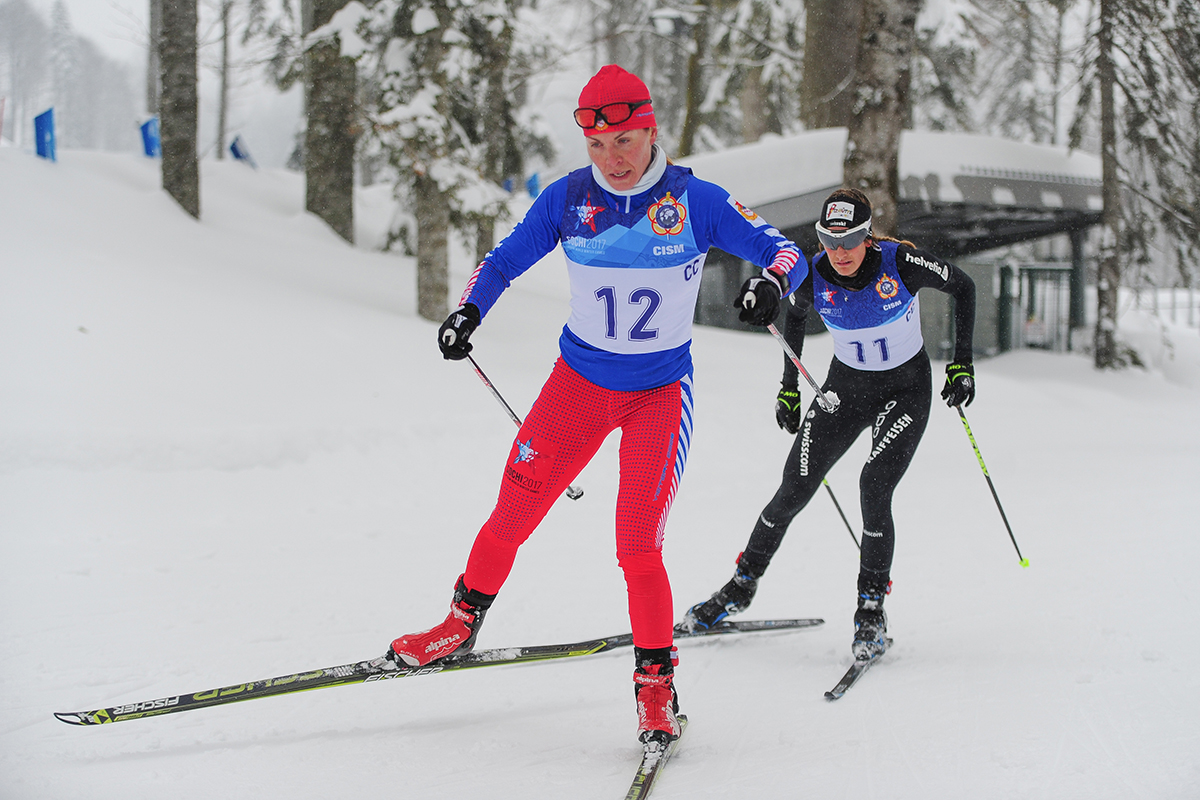
Soczi 2017. Rosjanka Natalja Iljina (nr 12) i Alina Meier (nr 11) na trasie biegu na 10 km.

Cross-country na 3. Zimowych Światowych Wojskowych Igrzyskach Sportowych – drużynowy bieg narciarski kobiet jedna z zimowych konkurencji rozgrywana podczas igrzysk wojskowych w ramach cross-country, która odbyła się w dniu 24 lutego 2017  na terenie kompleksu narciarsko-biathlonowego „Łaura” w Soczi. Zawodniczki miały do przebiegnięcia 10 kilometrów techniką dowolną.

## Terminarz
Konkurencja rozpoczęła się w dniu 24 lutego o godzinie 9:30 (czasu miejscowego). Bieg kobiet odbywał się na dystansie 10 km, równolegle z narciarskim biegiem mężczyzn na 15 km.
| Harmonogram przebiegu konkurencji | Harmonogram przebiegu konkurencji | Harmonogram przebiegu konkurencji | Harmonogram przebiegu konkurencji |
| Data                              | Godzina rozpoczęcia               | Godzina rozpoczęcia               | Wydarzenie                        |
| Data                              | (UTC+03:00)                       | CET                               | Wydarzenie                        |
| --------------------------------- | --------------------------------- | --------------------------------- | --------------------------------- |
| 24 lutego 2017(dts)               | 9:30                              | 12:30                             | Finał                             |

## Uczestniczki
W zawodach drużynowych kobiet w cross-country brała udział i sklasyfikowano została tylko reprezentacja narodowa Rosji. Pozostałe reprezentacje (Chiny, Francja, Szwajcaria i Włochy) wystawiły do biegu tylko po 2 zawodniczki dlatego też nie zostały uwzględnione w klasyfikacji drużynowej.

## Wyniki
| Klasyfikacja końcowa kobiet w cross-country - drużynowo | Klasyfikacja końcowa kobiet w cross-country - drużynowo                                  | Klasyfikacja końcowa kobiet w cross-country - drużynowo |
| Miejsce                                                 | Reprezentacja                                                                            | Czas                                                    |
| ------------------------------------------------------- | ---------------------------------------------------------------------------------------- | ------------------------------------------------------- |
| Miejsce                                                 | Zawodniczki                                                                              |                                                         |
| 1 !                                                     | Rosja                                                                                    | 1:25:21,5                                               |
| 1 !                                                     | Natalja Korostielowa – (4. m. indywidualnie) Lidija Durkina – (6.) Natalja Iljina – (8.) |                                                         |

Źródło Soczi 2017